# Villemoirieu
Villemoirieu est une commune française située dans le département de l'Isère, en région Auvergne-Rhône-Alpes.
La commune fut d'abord adhérente à la communauté de communes de l'Isle-Crémieu, dont elle était la ville-siège avant de rejoindre à la suite de la fusion de plusieurs intercommunalités la communauté de communes des Balcons du Dauphiné en 2017.
Ses habitants se dénomment les Villemorantins.

## Géographie

### Situation et description
Villemoirieu est située à une trentaine de kilomètres à l'est de Lyon, à l’extrémité nord-ouest du département de l’Isère et très proche de la ville médiévale de Crémieu. La paroisse est historiquement marquée par son appartenance au Dauphiné.

### Géologie
Situé dans la frange occidentale du plateau de l'Isle Crémieu, le secteur de Villemoirieu est constitué de collines molassiques et de moraines péri glaciaires.

### Climat
Pour des articles plus généraux, voir Climat d'Auvergne-Rhône-Alpes et Climat de l'Isère.
En 2010, le climat de la commune est de type climat océanique altéré, selon une étude du Centre national de la recherche scientifique s'appuyant sur une série de données couvrant la période 1971-2000. En 2020, Météo-France publie une typologie des climats de la France métropolitaine dans laquelle la commune est exposée à un climat de montagne ou de marges de montagne et est dans une zone de transition entre les régions climatiques « Bourgogne, vallée de la Saône » et « Jura ». 
Pour la période 1971-2000, la température annuelle moyenne est de 11,8 °C, avec une amplitude thermique annuelle de 17,9 °C. Le cumul annuel moyen de précipitations est de 1 065 mm, avec 11,2 jours de précipitations en janvier et 6,8 jours en juillet. Pour la période 1991-2020, la température moyenne annuelle observée sur la station météorologique de Météo-France la plus proche, « Lyon-Saint-Exupery », sur la commune de Colombier-Saugnieu à 10 km à vol d'oiseau, est de 12,8 °C et le cumul annuel moyen de précipitations est de 862,5 mm,. Pour l'avenir, les paramètres climatiques de la commune estimés pour 2050 selon différents scénarios d'émission de gaz à effet de serre sont consultables sur un site dédié publié par Météo-France en novembre 2022.

### Voies de communication et transports
Le bourg de Villemoirieu est situé à l'écart des grands axes de circulation. La route départementale 75 (RD75) qui relie Crémieu (carrefour du Buisson Rond) à Pont-Évêque (banlieue de Vienne) traverse le territoire communal selon un axe nord-sud.
La gare ferroviaire la plus proche de la commune est la gare de Lyon-Saint-Exupéry TGV.

## Urbanisme

### Typologie
Au 1er janvier 2024, Villemoirieu est catégorisée bourg rural, selon la nouvelle grille communale de densité à sept niveaux définie par l'Insee en 2022.
Elle appartient à l'unité urbaine de Crémieu, une agglomération intra-départementale regroupant deux  communes, dont elle est une commune de la banlieue,,. Par ailleurs la commune fait partie de l'aire d'attraction de Lyon, dont elle est une commune de la couronne,. Cette aire, qui regroupe 397 communes, est catégorisée dans les aires de 700 000 habitants ou plus (hors Paris),.

### Occupation des sols
L'occupation des sols de la commune, telle qu'elle ressort de la base de données européenne d’occupation biophysique des sols Corine Land Cover (CLC), est marquée par l'importance des territoires agricoles (66,4 % en 2018), en augmentation par rapport à 1990 (61,9 %). La répartition détaillée en 2018 est la suivante : 
terres arables (40,7 %), forêts (20,1 %), zones agricoles hétérogènes (15,9 %), zones urbanisées (11 %), prairies (9,8 %), espaces verts artificialisés, non agricoles (2,5 %). L'évolution de l’occupation des sols de la commune et de ses infrastructures peut être observée sur les différentes représentations cartographiques du territoire : la carte de Cassini (XVIIIe siècle), la carte d'état-major (1820-1866) et les cartes ou photos aériennes de l'IGN pour la période actuelle (1950 à aujourd'hui).

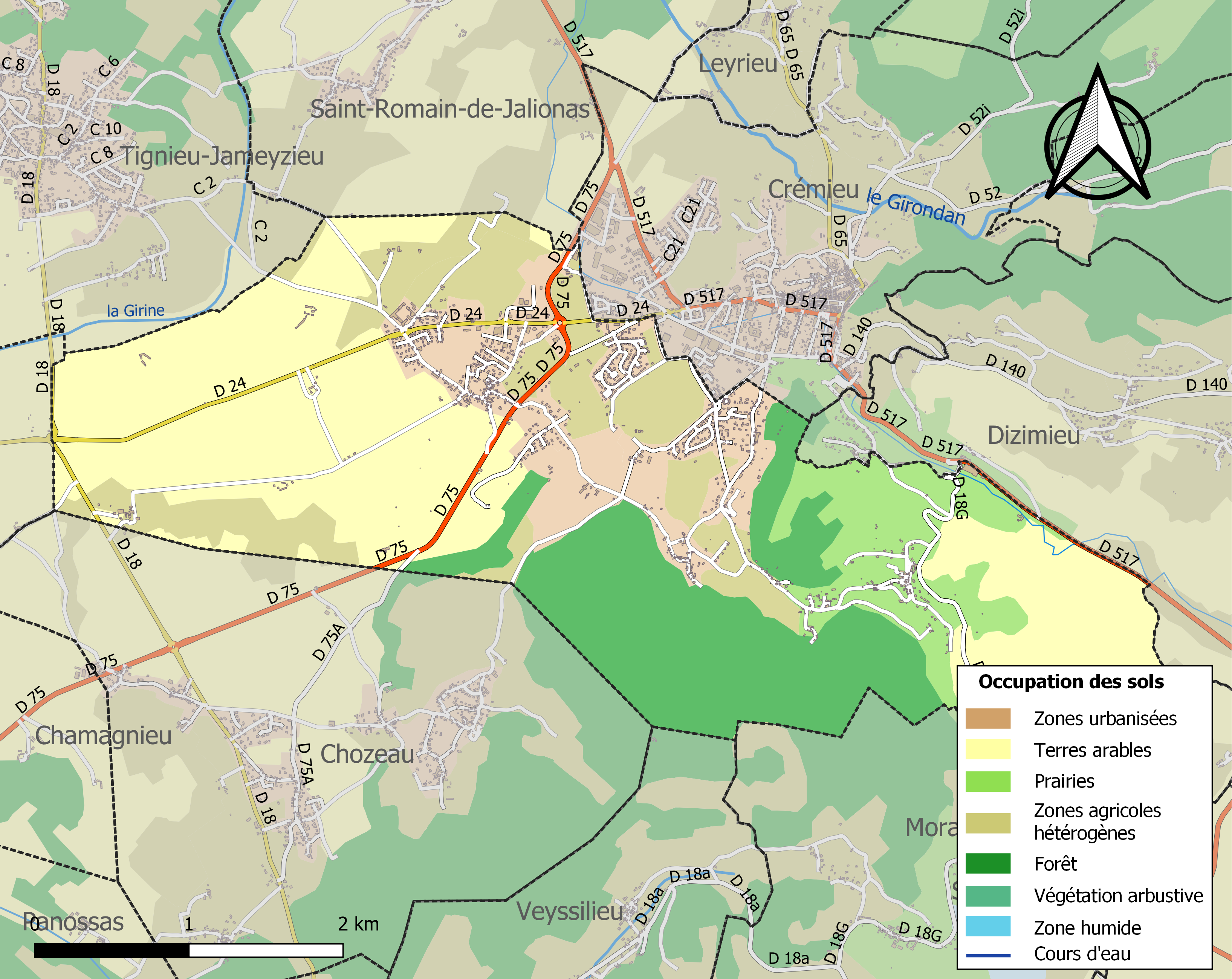
Carte des infrastructures et de l'occupation des sols de la commune en 2018 (CLC).

### Risques naturels et technologiques

#### Risques sismiques
L'ensemble du territoire de la commune de Villemoirieu est situé en zone de sismicité n°3 (sur une échelle de 1 à 5), comme la plupart des communes de son secteur géographique.
| Type de zone | Niveau            | Définitions (bâtiment à risque normal) |
| ------------ | ----------------- | -------------------------------------- |
| Zone 3       | Sismicité modérée | accélération = 1,1 m/s2                |

## Politique et administration

### Listes des maires
| Période                                  | Période  | Identité       | Étiquette | Qualité  |
| ---------------------------------------- | -------- | -------------- | --------- | -------- |
| 1995                                     | 2020     | Daniel Hote    | MoDem     | Retraité |
| 2020                                     | En cours | Jacques Bracco |           |          |
| Les données manquantes sont à compléter. |          |                |           |          |

## Population et société

### Démographie
L'évolution du nombre d'habitants est connue à travers les recensements de la population effectués dans la commune depuis 1793. Pour les communes de moins de 10 000 habitants, une enquête de recensement portant sur toute la population est réalisée tous les cinq ans, les populations de référence des années intermédiaires étant quant à elles estimées par interpolation ou extrapolation. Pour la commune, le premier recensement exhaustif entrant dans le cadre du nouveau dispositif a été réalisé en 2007.

En 2022, la commune comptait 1 890 habitants, en évolution de +1,23 % par rapport à 2016 (Isère : +3,07 %, France hors Mayotte : +2,11 %).
| 1793 | 1800 | 1806 | 1821 | 1831 | 1836 | 1841 | 1846 | 1851 |
| ---- | ---- | ---- | ---- | ---- | ---- | ---- | ---- | ---- |
| 577  | 537  | 556  | 634  | 611  | 595  | 632  | 655  | 685  |

| 1856 | 1861 | 1866 | 1872 | 1876 | 1881 | 1886 | 1891 | 1896 |
| ---- | ---- | ---- | ---- | ---- | ---- | ---- | ---- | ---- |
| 658  | 583  | 572  | 509  | 518  | 507  | 516  | 487  | 508  |

| 1901 | 1906 | 1911 | 1921 | 1926 | 1931 | 1936 | 1946 | 1954 |
| ---- | ---- | ---- | ---- | ---- | ---- | ---- | ---- | ---- |
| 469  | 362  | 437  | 445  | 437  | 448  | 407  | 393  | 384  |

| 1962 | 1968 | 1975 | 1982  | 1990  | 1999  | 2006  | 2007  | 2012  |
| ---- | ---- | ---- | ----- | ----- | ----- | ----- | ----- | ----- |
| 400  | 409  | 511  | 1 218 | 1 305 | 1 392 | 1 719 | 1 759 | 1 834 |

| 2017  | 2022  | - | - | - | - | - | - | - |
| ----- | ----- | - | - | - | - | - | - | - |
| 1 852 | 1 890 | - | - | - | - | - | - | - |

### Enseignement
La commune est rattachée à l'académie de Grenoble.

### Médias
Historiquement, le quotidien à grand tirage Le Dauphiné libéré consacre, chaque jour, y compris le dimanche, dans son édition du Nord-Isère, un ou plusieurs articles à l'actualité de la commune, ainsi que des informations sur les éventuelles manifestations locales, les travaux routiers, et autres événements divers à caractère local.
La commune est située sur l'aire de diffusion de radio Ici Isère, une radio publique qui émet sur tout le territoire du département de l'Isère.
Les jeux vidéo Brocante Game : Blister Hunter (2015) et Brocante Game : Gabriel's Odyssey (2018) prennent tous deux place à Villemoirieu, dont certains quartiers de la ville ont été fidèlement retranscris.

### Culte
La communauté catholique et l'église de Villemoirieu (propriété de la commune) sont rattachées à la paroisse catholique saint-martin de l'isle crémieu qui elle-même est rattachée au diocèse de Grenoble-Vienne.

## Culture locale et patrimoine

### Lieux et monuments

#### Commanderie de Montiracle
Cette maison forte est une ancienne commanderie de Templiers, remaniée aux XIVe et XVe siècles et restaurée au XIXe siècle est labellisée Patrimoine en Isère,.

#### Château de Bienassis
Il s'agit d'une ancienne maison forte de la fin du XIVe ou du début du XVe siècle, remaniée maladroitement au XIXe siècle.
Dans son Harmonies poétiques et religieuses, Alphonse de Lamartine parle de ses séjours au château de Bienassis.

#### Église paroissialeSaint-Jean Baptiste
Remplaçant un établissement datant du Moyen Âge, cet édifice religieux catholique a été reconstruit en 1837 avec un plafond lambrissé sur la nef. Un clocher a été ajouté en 1837. En 1890, l’église a été reconstruite en conservant les bases de l’ancien clocher, d’après les plans de l’architecte Henri Rivoire. Elle est inscrite à l'Inventaire général du patrimoine culturel.
Une cloche baptisée "Alexandrine-Séraphine" a été installée dans le clocher nouvellement bâti en 1888.

#### Maison forte de Malin

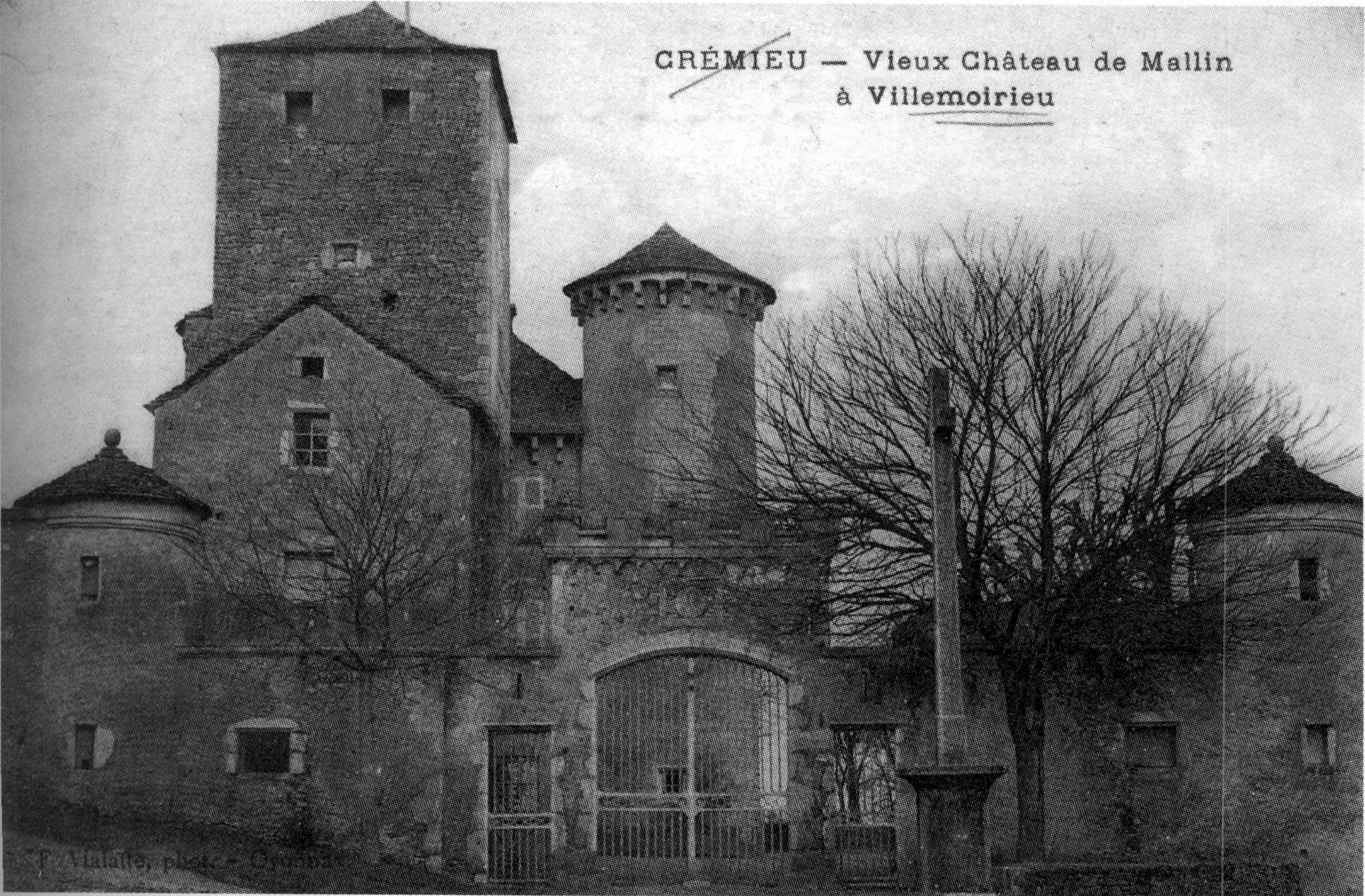
Le vieux château de Mallin en 1912

La maison forte ou Château Mallin, date des XIVe et XVIe siècles. Elle a été construite par la famille Fayer.

#### Autres bâtiments

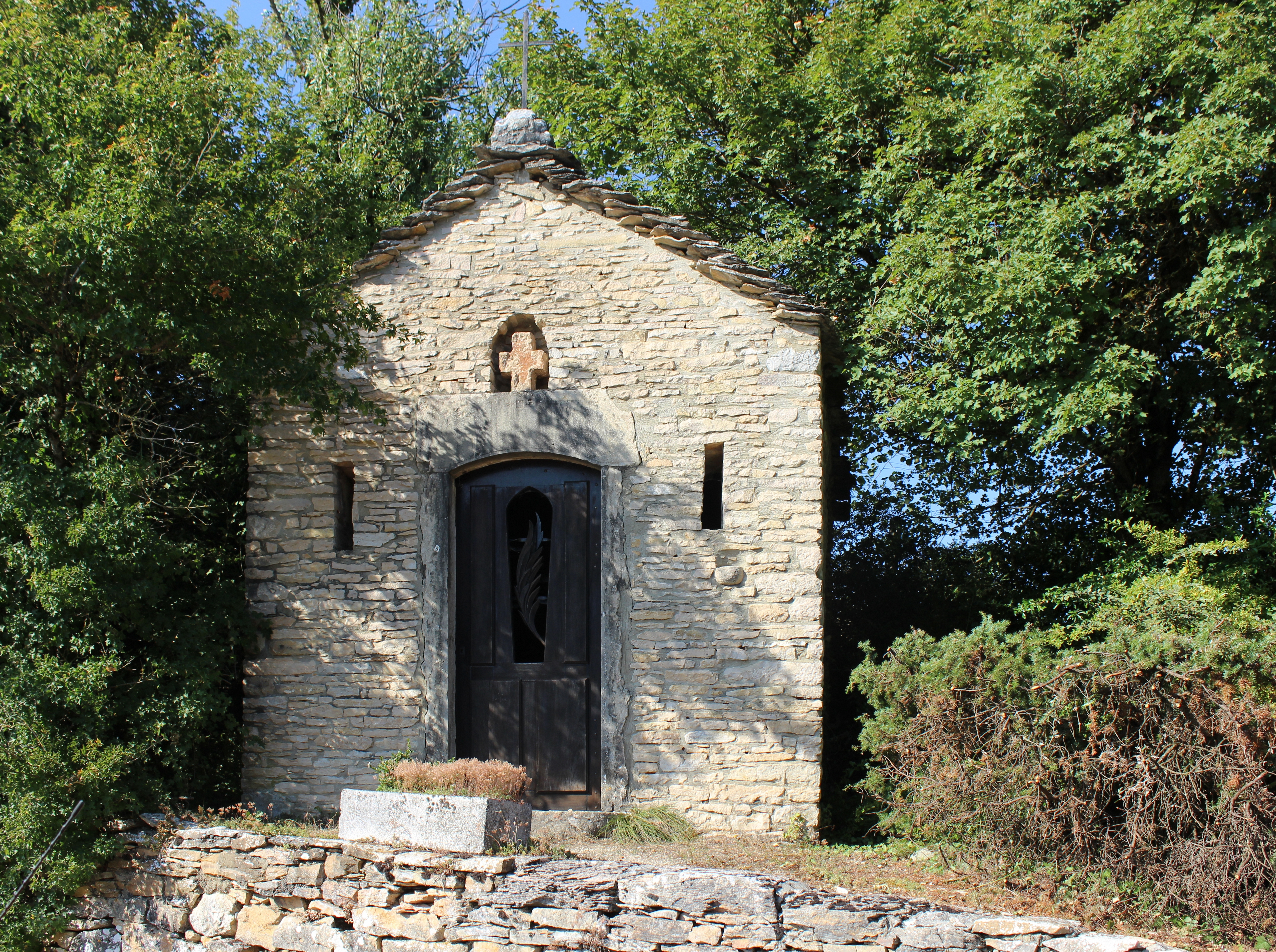
La Chapelle Saint-Maurice

- La chapelle Saint-Maurice
- Monument aux morts communal

Le pilier commémoratif se présente sous la forme d'un obélisque sur socle, orné d'un casque et de feuille(s) de chêne et feuille(s) d'olivier avec une couronne mortuaire. Le socle est entouré de Bornes supportant des chaines. Elle présente l'inscription :Aux morts pour la France 1914 - 1918.

### Patrimoine culturel
- Minéralogica, musée des minéraux.

### Personnalités liées à la commune
- Prosper Guichard de Bienassis, ami d'enfance et confident de Lamartine, maire de Villemoirieu, décédé en 1857.

### Héraldique
|  | Villemoirieu possède des armoiries dont l'origine et le blasonnement exact ne sont pas disponibles. |